# 킹스턴 루디스카
킹스턴 루디스카(Kingston Rudieska)는 2004년 서울에서 결성된 대한민국의 9인조 스카밴드이다. 밴드명은 자메이카의 수도 킹스턴(Kingston)과 자메이카어로 악동을 의미하는 루디(Rudie), 그리고 음악의 장르 중 하나인 스카(ska)라는 단어를 결합하여 만든 이름이다.

## 구성원
- 최철욱(트롬본, 보컬, 리더)
- 오정석(트럼펫, 플루겔혼)
- 김정근(트럼펫)
- 성낙원(색소폰)
- 이석율(보컬, 퍼커션)
- 서재하(기타)
- 피인혁(베이스)
- 故김대민(드럼)
- 임채선(키보드)

### 전 구성원
- 유선화 [드럼]
- 최문주 [베이스]
- 박헌상 [테너섹소폰]
- 황요나[드럼]
- 박상흠[베이스]
- 석지완[드럼]
- 정재현 [테너섹소폰]
- 김광현 [키보드]
- 이종민 [키보드]
- 김정근 [트럼펫]
- 김억대(키보드)
- 배선용[트럼펫]
- 손형식[베이스]

## 음반

### 싱글
- Kingston Rudieska - 2006년 10월 11일
- 너 때문이야 - 2011년 8월 1일
- 니 말이 화나 - 2012년 3월 21일
- 봄날의 합창(Feat.이한철) - 2014년 4월 2일
- Everday - 2015년 5월 13일
- 리우데자네이루 (Rio De Janeiro) (Feat. 나희경) - 2016년 7월 13일
- 브라질 (Brazil) - 2016년 7월 29일
- 레게밤밤 - 2018년 6월 9일

### EP
- 스카 피델리티 (Ska Fidelity) - 2009년 3월 2일
- Dr. Ring Ding & Kingston Rudieska- 스카 앤 서울 (Ska 'N Seoul) -2014년 3월 12일

### 정규 음반
- Skafiction - 2008년 5월 20일
- Ska Bless You - 2010년 6월 29일
- 3rd Kind - 2012년 7월 30일
- Everyday People 2014년 12월 1일